# Raggruppamento Popolare per il Progresso
Il Raggruppamento Popolare per il Progresso (in arabo التجمع الشعبي من أجل التقدم‎?, in francese Rassemblement populaire pour le Progrès, abbreviato RPP) è un partito politico in Gibuti. Ha dominato le politiche del paese sin dal 1979, inizialmente sotto la guida del presidente Hassan Gouled Aptidon. Attualmente è guidato dal presidente Ismail Omar Guelleh è fa parte di una coalizione di governo insieme al Fronte per la Restaurazione dell'Unità e della Democrazia (FRUD) e con altri partiti. L'RPP tende ad avere maggiore influenza tra la popolazione di etnia Issa.

## Storia
Il partito è stato fondato a Dikhil il 4 marzo 1979. È stato dichiarato come unico partito legale nell'ottobre 1981, mantenendo tale status fino all'istituzione del multipartitismo nel referendum costituzionale tenutosi nel settembre 1992. Al congresso di partito tenuto il 19-20 marzo 1997, Gouled Aptidon è stato rieletto come presidente del partito è un comitato centrale di 125 membri è stato eletto a sua volta. Il partito ha preso parte alle elezioni parlamentari del dicembre 1997 in alleanza con la fazione più moderata del FRUD (la quale aveva siglato un accordo di pace con il governo nel dicembre 1994), e questa alleanza ha ottenuto il 79% dei voti, prendendo tutti i 65 seggi dell'Assemblea nazionale.
Il 4 febbraio 1999, il presidente Gouled Aptidon diede l'annuncio del suo ritiro da compiersi alla seguente elezione; il congresso ordinario dell'RPP ha scelto Ismail Omar Guelleh, nipote di Aptidon, come suo candidato presidenziale. Come candidato sia dell'RPP che dell'ala moderata del Fronte per la Restaurazione dell'Unità e della Democrazia (FRUD), Guelleh ha vinto l'elezione presidenziale tenutasi il 9 aprile 1999 con il 74% dei voti, sconfiggendo il suo unico sfidante, il candidato indipendente Moussa Ahmed Idriss.
Nelle elezioni parlamentari del 10 gennaio 2003, il partito ha fatto parte dell'Union pour la Majorité Présidentielle (UMP), che ha vinto il 63% del voto popolare e tutti i 65 seggi.
L'RPP ha aperto il suo ottavo congresso ordinario il 4 marzo 2004, in coincidenza con il suo 25º anniversario. Guelleh è stato rieletto unanimemente come presidente del partito con l'acclamazione di un altro termine della durata di tre anni, e il comitato centrale del partito è stato espanso da 180 a 250 membri. Le elezioni presidenziali del 2005 hanno visto la riconferma di Guelleh e del partito alla guida di Gibuti, in una tornata elettorale caratterizzata dall'assenza di candidati presentati dall'opposizione.
Il 4 marzo 2007, l'RPP ha tenuto il suo nono congresso ordinario; Guelleh è stato nuovamente eletto come presidente del partito, e tre donne sono state aggiunte all'ufficio politico, che con questa novità è stato espanso a 17 membri. Il partito ha preso parte alle elezioni parlamentari del febbraio 2008 con i suoi compagni di coalizione dell'UMP; la coalizione ha ottenuto nuovamente 65 seggi nonostante il nuovo boicottaggio dell'elezione da parte delle opposizioni.
Il predominio elettorale del partito nella vita politica del paese è stato riconfermato grazie alla modifica della costituzione gibutiana, che nel 2010 ha visto l'abolizione del limite massimo di due mandati per il Presidente del paese. Ciò ha permesso al Presidente uscente Guelleh, alla guida della repubblica dal 1999, di ottenere nuovi successi alle elezioni presidenziali del 2011 e del 2016; in entrambi i casi il presidente uscente ha ricevuto oltre l'80% delle preferenze.
Le elezioni presidenziali del 2021 hanno visto la quinta riconferma di Guelleh e del RPP alla guida di Gibuti, con oltre il 97% di voti ricevuti. Anche in questo caso, la maggior parte dei partiti di opposizione ha deciso di non presentare alcun candidato, accusando Guelleh di governare tramite metodi dittatoriali.